# 1930
1930 (MCMXXX) fue un año común comenzado en miércoles según el calendario gregoriano.

## Acontecimientos

### Enero
- 1 de enero: en la Unión Soviética, el gobierno ordena la expropiación y deportación de los kulaks, pretendiendo imponer así la colectivización forzosa en la agricultura.
- 2 de enero: en China, Jiang Jieshi asume la jefatura del poder civil.
- 2 de enero: el líder nacionalista francés Léon Daudet, que se encontraba exiliado desde que se escapó de la cárcel en 1927, regresa a Francia gracias a un indulto, donde es recibido por una gran multitud.[1]
- 7 de enero: se estrena la película Fútbol, amor y toros, primera película sonora enteramente española. Para el sonido se utilizó un sistema experimental de la empresa Filmófono. A pesar de su relativo éxito comercial, el director Florián Rey quedó insatisfecho con la calidad del sonido. Desgraciadamente, la película se encuentra perdida hoy en día.[2]
- 11 de enero: en Quito, Ecuador se refunda el equipo de Liga Deportiva Universitaria de Quito. Anteriormente conocido como 'Club Universitario'.
- 13 de enero: Mickey Mouse debuta en las tiras cómicas.
- 13 de enero: en el observatorio Lowell (Flagstaff, Arizona) un grupo de investigadores anuncia el descubrimiento del noveno planeta del sistema solar. El 26 de mayo recibe el nombre de Plutón, en Estados Unidos.
- 20 de enero: termina la segunda conferencia de reparaciones de La Haya,[3] donde se estableció la forma de aplicarse el Plan Young, así como las reparaciones de guerra de Bulgaria, Austria y Hungría, y la fundación del Banco de Pagos Internacionales.[4]
- 21 de enero: crisis política en España, dimite el ministro de economía José Calvo Sotelo como consecuencia de la grave crisis económica del país debido al sobre-endeudamiento agravada por la crisis global, lo que provoca una gran baja en la peseta. La dimisión del ministro sentencia definitivamente al dictador Miguel Primo de Rivera, que caerá una semana después.[5]
- 15 de enero: se clausura la Exposición Internacional de Barcelona.
- 21 de enero: crisis política en Portugal, dimite el primer ministro, el general Artur Ivens Ferraz, y es nombrado el también general Domingos da Costa e Oliveira como nuevo primer ministro.[6]
- 25 de enero: como consecuencia de la abundante propaganda comunista financiada desde Moscú, México decide romper relaciones con la Unión Soviética.[7][8]
- 26 de enero: en la India, el Congreso Nacional Indio —ilegalmente— declara este día como Pūrna Swarash (completa independencia).
- 26 de enero: en París, el general ruso blanco Aleksandr Kutépov es secuestrado y asesinado por agentes secretos de la OGPU.[9]
- 28 de enero: en España, ante la pérdida de confianza de elementos militares y del propio rey, el dictador Miguel Primo de Rivera presenta su dimisión. Es remplazado por el general Dámaso Berenguer.[10]

### Febrero
- 1 de febrero: en España se instaura la dictablanda, tras el nombramiento en Madrid del general Berenguer como jefe del consejo de ministros, con el encargo del rey de preparar la vuelta al régimen constitucional anterior a 1923.
- 2 de febrero: en Chile, el presidente Carlos Ibáñez del Campo promulga una nueva Ley de Registro Civil.
- 3 de febrero: la Federación Española de Fútbol acuerda no participar en el torneo internacional de Montevideo.
- 5 de febrero: 
  - en México, Pascual Ortiz Rubio toma de posesión como presidente de México como su cuadragésimonoveno presidente. El mismo día de su posesión recibe un disparo en la cara que le dejó incapacitado por varias semanas.[11]
  - el gobierno del general Berenguer concede una amplia amnistía contra la mayoría de presos y exiliados políticos durante la dictadura de Miguel Primo de Rivera.[12]
- 7 de febrero: Gandhi inicia la Marcha de la sal.
- 9 de febrero: en Yên Bái (Indochina) las tropas coloniales francesas reprimen duramente el motín nacionalista.
- 9 de febrero: En las elecciones presidenciales de Colombia es elegido Enrique Olaya Herrera, primer liberal después de casi medio siglo de hegemonía conservadora.
- 9 de febrero: el automovilista alemán Hans Stuck vence con un Austro-Daimler la primera carrera del Campeonato del Mundo.
- 10 de febrero: el general Miguel Primo de Rivera abandona España.
- 10 de febrero: en la Ciudad del Vaticano, asume su cargo el nuevo secretario de Estado de la Santa Sede, el cardenal Eugenio Pacelli.
- 10 de febrero: en el Teatro Metropolitano de Madrid actúa la actriz de cabaret estadounidense Joséphine Baker.
- 11 de febrero: en México, la policía registra a la delegación de los soviets.
- 15 de febrero: el gobierno del general Berenguer disuelve la Asamblea Nacional Consultiva establecida por el general Miguel Primo de Rivera.
- 18 de febrero: estudiando fotografías tomadas en enero, Clyde Tombaugh descubre Plutón.
- 18 de febrero: en Milán se estrena la comedia Come tu mi vuoi, de Luigi Pirandello.
- 18 de febrero: la vaca Elm Farm Ollie es la primera en viajar en un aeroplano y también la primera en ser ordeñada en el aire.
- 20 de febrero: elecciones en Japón,[13] el partido liberal Rikken Minseitō gana con mayoría.
- 23 de febrero: la transcripción gráfica de las ondas sonoras, puesta a punto por los franceses Lauste, Laudet y el estadounidense Lee de Forest, supone un nuevo progreso en el cine hablado.
- 25 de febrero: golpe de Estado en la República Dominicana por el militar Rafael Leónidas Trujillo que destrona al presidente Horacio Vásquez y pone en el cargo a su aliado Rafael Estrella Ureña.[14]
- 26 de febrero el capo de la mafia de Nueva York Joe Masseria ordena el asesinato Tommy Reina líder de una familia rival por negarse a pagar tributo. Este hecho desencadena una reacción de venganza de varios líderes mafiosos en torno a la figura de otro líder, Salvatore Maranzano, conflicto conocido como Guerra de los Castellammarenses.

### Marzo
- 1 de marzo: tienen lugar las elecciones presidenciales de Brasil, el candidato paulista Júlio Prestes gana las elecciones.[15]
- 9 de marzo: en la Ópera de Leipzig (Alemania) se estrena la obra Auge y decadencia de la ciudad de Magonny, de Bertolt Brecht y Kurt Weill.
- 12 de marzo: en Ahmedabad, el líder nacionalista indio Mohandas Ghandi inicia una gran campaña de desobediencia civil, conocida como Marcha de la sal.[16]
- 14 de marzo: en Estados Unidos se estrena Anna Christie la primera película sonora de la actriz Greta Garbo, basada en la obra de teatro homónima, de Eugene O'Neill.
- 21 de marzo: en Chile se crea la primera Fuerza Aérea de Chile.
- 27 de marzo: crisis política en Alemania, el gobierno de coalición liderado por Hermann Müller se rompe por desacuerdos entre socialistas y populares. Le sustituye un gobierno en minoría sin los socialistas dirigido por Heinrich Brüning.[17]
- 29 de marzo: en Turquía, la antigua ciudad de Constantinopla cambia su nombre de manera oficial y definitiva al actual nombre de Estambul.

### Abril
- 1 de abril: en Alemania se estrena la película El ángel azul, dirigida por Joseph von Sternberg. En ella debuta la actriz Marlene Dietrich.
- 2 de abril: Haile Selassie es nombrado emperador de Etiopía. Sería coronado el 2 de noviembre del mismo año.
- 3 de abril: se inician las comunicaciones radiotelefónicas entre Estados Unidos y Chile.
- 6 de abril: en la India, el líder del movimiento independentista Mahatma Gandhi, tras la Marcha de la Sal (que el día anterior quebrantó las leyes monopólicas imperiales británicas al llegarse hasta el mar y producir sal), inicia una nueva campaña en su política de resistencia pacífica contra el poder colonial británico.
- 7 de abril: en Madrid se inaugura el Palacio de la Prensa.
- 16 de abril: en Venezuela, un incendio destruye la población de Lagunillas.
- 17 de abril: en los Estados Unidos se inventa el neopreno.
- 17 de abril: en Costești, Rumanía se incendia una iglesia de madera, muriendo calcinados 118 personas, la mayoría estudiantes, solo 12 pudieron escapar.[18]
- 21 de abril: en la Penitenciaría de Ohio —cerca de Columbus (Ohio)— un incendio quema vivos a 320 presos.
- 22 de abril: finaliza la Conferencia Naval de Londres con un éxito parcial, acordando la limitación de armamentos navales entre los Estados unidos, el Imperio británico y Japón. En cambio fracasa al no conseguir incluir en el acuerdo a Francia e Italia.[19]

### Mayo
- 1 de mayo: en Nueva York (Estados Unidos) se estrena la película antibelicista Sin novedad en el frente, basada en la novela de Erich Maria Remarque y dirigida por Lewis Milestone.
- 5 de mayo: en la región de Bago de Birmania se registra un terremoto de 7,4 y un tsunami que dejan un saldo de 7.000 muertos.
- 5 de mayo: la policía británica de la India arresta a Mahatma Gandhi como consecuencia de sus actos de desobediencia. Esta decisión convierte a Gandhi en un mártir y solo provoca que la rebeldía contra los británicos aumente.[20]
- 7 de mayo: en la provincia iraní de Azerbaiyán Occidental se registra un terremoto de 7,1 que deja un saldo de 3.000 muertos.
- 12 de mayo: Juan Muñoz atraviesa el océano Atlántico sur en un hidroavión.
- 15 de mayo: en los Estados Unidos, Ellen Church se convierte en la primera azafata, a bordo de un trimotor Boeing, en un vuelo entre Oakland (California) y Chicago (Illinois).
- 16 de mayo: en República Dominicana es elegido presidente Rafael Leónidas Trujillo.
- 24 de mayo: Amy Johnson aterriza en Darwin (Australia), y se convierte en la primera mujer que viaja sola entre Inglaterra y Australia (había partido el 5 de mayo).
- 24 de mayo: la policía alemana logra, tras varios meses de búsqueda, capturar al famoso asesino en serie "vampiro de Dusseldorf", Peter Kürten, que confiesa sus crímenes y es sentenciado a muerte.[21]

### Junio
- 8 de junio: en Rumanía es coronado rey Carlos, hijo del anterior rey Fernando I, pero apartado del trono por este antes de morir. El actual rey, su hijo Miguel I vuelve a ser príncipe heredero.[22]
- 17 de junio: entra oficialmente en vigor la Ley Hawley-Smoot, que subia fuertemente los aranceles a todas las importaciones, tras ser aprobada por el senado y firmada por el presidente Herbert Hoover.[23]
- 18 de junio: en Miami, Estados Unidos se funda el equipo de The Bears Football Club.
- 22 de junio: el rey de Alfonso XIII de España se reúne en París con el político español Santiago Alba Bonifaz, político exiliado por la dictadura, para negociar una vuelta al orden constitucional, como última esperanza del monarca para mantener la monarquía.[24]
- 26 de junio: revolución en Bolivia, es derrocado el gobierno de Hernando Siles y se estrablece un gobierno militar presidido por general Carlos Blanco Galindo.[25]
- 30 de junio: en Renania (Alemania), las últimas tropas francesas abandonan la región, luego de diez años de ocupación.

### Julio
- 3 de julio: la localidad india de Dhubri es sacudida por un fuerte terremoto de 7,1.
- 4 de julio: división en el partido Partido Nacionalsocialista Obrero Alemán, la facción obrera y anticapitalista liderada por Otto Strasser abandona el partido y funda el Frente Negro.[26]
- 7 de julio: en España se crea el partido político Unión Monárquica Nacional formado por miembros de la extinta Unión Patriótica. Su líder sería el exministro de fomento Rafael Benjumea y Burín[27]
- 7 de julio: en Finlandia tiene lugar la marcha campesina hacia Helsinki, organizada por el fascista Movimiento Lapua, a imitacion de la Marcha sobre Roma, para exigir la represión de elementos comunistas, y forzar la renuncia del primer ministro Kyösti Kallio.[28]
- 12 de julio: Un tranvía cayó desde el Puente Bosch al Riachuelo en Buenos Aires, Argentina, dejando 56 muertos y solo 4 sobrevivientes.
- 13 de julio: Comienza la primera Copa Mundial de Fútbol celebrada en Uruguay.
- 14 de julio: en España se crea el partido político Derecha Liberal Republicana, liderado por Niceto Alcalá-Zamora.[29]
- 18 de julio: crisis política en Alemania, el gobierno del canciller Heinrich Brüning no consigue mayoría para aprobar los presupuestos, por lo que recurre al Artículo 48 para aprobarlos por decreto. En respuesta, los socialistas lanzan una moción de censura que derrota al gobierno, por lo que se disuelve el Reichtag y se convocan elecciones.[30]
- 23 de julio: Un terremoto de 6,6 sacude la región de Irpinia en Italia, dejando más de 1.400 muertos.
- 24 de julio: entre las ciudades de Treviso y Údine (Italia), un violentísimo tornado F5 devasta 80 km. Mueren 23 personas.
- 26 de julio: es asesinado a tiros el gobernador brasileño del estado de Paraíba, João Pessoa.[31]
- 28 de julio: elecciones en Canadá, el Partido Conservador vence con mayoría absoluta, siendo elegido su candidato, Richard Bedford Bennett próximo presidente del país.
- 30 de julio: en Montevideo (Uruguay), la Selección de Uruguay vence a Argentina en la primera final de la Copa Mundial de Fútbol por 4 a 2.
- 30 de julio: en Portugal se funda el partido político de la dictadura União Nacional, a imitacion del español Unión Patriótica.

### Agosto
- 7 de agosto: tiene lugar el Linchamiento de Thomas Shipp y Abram Smith, dos individuos de raza negra, acusados de matar a un blanco y violar a su novia, en Marion, Indiana.[32]
- 9 de agosto: en los Estados Unidos, la cabaretera Betty Boop aparece por primera vez en el dibujo animado Dizzy Dishes.
- 12 de agosto: tropas turcas entran a Persia para luchar contra los insurgentes kurdos.
- 16 de agosto: en la República Dominicana es nombrado presidente el general Rafael Leónidas Trujillo, que gobernará el país por los próximos 30 años.[33]
- 17 de agosto: en España se firma el Pacto de San Sebastián.
- 19 de agosto: grave crisis económica en España. Las grave situación económica internacional, sumado al grave endeudamiento provocado por la dictadura, la incertidumbre política y los ataques especulativos, provocan que la peseta se hunda a niveles nunca vistos. Esto provoca la dimisión del ministro de hacienda Manuel de Argüelles debido al fracaso de sus medida, lo que fue conocido como "Error Arguelles".[34]
- 22 de agosto (según otros, el 27): en Perú, el comandante Luis Sánchez Cerro lidera el golpe de Estado contra Augusto B. Leguía.
- 22 de agosto: son descubiertos en el Ártico los restos de la famosa Expedición ártica de Andrée, desaparecida 33 años atrás y de la que no se había vuelto a saber nada. Los restos incluyeron diarios y carretes con fotografías.[35]

### Septiembre
- 2 de septiembre: en España, el gobierno del general Dámaso Berenguer suprime la censura de prensa, que llevaba en uso desde 1923.[36]
- 3 de septiembre: en República Dominicana, un huracán devasta la capital (Santo Domingo) y causa la muerte de más de 800 personas.
- 3 de septiembre: los pilotos franceses Diudonné Costes y Maurice Bellonte aterrizan cerca de Nueva York, después de cruzar el Atlántico en un vuelo de 37 horas.
- 6 de septiembre: en Argentina, el general José Félix Uriburu realiza el primer golpe militar exitoso de la historia de ese país, derrocando al presidente radical Hipólito Yrigoyen, e inaugurando un periodo de dictadura, llamado Década Infame.
- 8 de septiembre: en los Estados Unidos, la marca 3M pone a la venta la cinta adhesiva transparente Scotch.
- 9 de septiembre: en Rosario (Argentina) la dictadura de Uriburu fusila sin juicio previo al albañil anarquista Joaquín Penina.
- 10 de septiembre: en Polonia, el régimen Sanacja en torno a la figura de Józef Piłsudski avanza en su transformación del país en una dictadura, con el encarcelamiento de los principales líderes de la coalición de oposición Centrolew,[37] entre los que destaca el ex primer ministro Wincenty Witos, bajo la acusación de preparar un golpe.[38]
- 11 de septiembre: en Italia entra en erupción el volcán Estrómboli, «el faro del Mediterráneo» (nombrado por Julio Verne como tubo de escape de los expedicionarios de Viaje al centro de la Tierra).
- 14 de septiembre: se celebran elecciones en Alemania. Aunque continúan siendo mayoritarios los socialdemócratas, el verdadero ganador es el partido Nazi de Adolf Hitler, superando todas las estimaciones, pasando de 12 a 107 diputados y generando un Shock por todo el continente.[39]
- 18 de septiembre: se inaugura la estación de radio XEW-AM en México.
- 30 de septiembre: el Reino Unido renuncia a su posesión de WeiHa y le entrega el territorio a China.[40]

### Octubre
- 2 de octubre: en Cuba, ante la creciente violencia, el presidente Gerardo Machado declara el estado de guerra en todo el país, suspendiendo la constitución y convirtiendo al país en una dictadura.[41]
- 3 de octubre: en Klausenburg (Rumania), en la última carrera del Campeonato de Europa, Rudolf Caracciola consigue el título en la modalidad de coches deportivos.
- 3 de octubre: en Porto Alegre (Brasil) estalla la Revolución de 1930, movimiento armado de alcance nacional que puso fin a la República Velha.
- 4 de octubre: el dirigible inglés R101 se estrella en Francia después de cruzar el canal de la mancha, muriendo 48 personas de las 54 a bordo, incluido el ministro del aire británico Lord Thomson.[42][43]
- 5 de octubre: en París (Francia), el atleta Jules Ladoumegue establece un nuevo récord mundial al correr 1500 metros en 3 minutos 49 segundos.
- 14 de octubre: en Helsinki, miembros del ultra-nacionalista Movimiento Lapua secuestran al ex-primer-ministro Kaarlo Juho Ståhlberg junto con su mujer, pero son liberados poco después.[44]
- 17 de octubre: en Argentina se inaugura la segunda línea del subterráneo porteño la Línea B (Subte de Buenos Aires).
- 21 de octubre: en la ciudad alemana de Alsdorf tiene lugar una importante catástrofe en una mina por una explosión de Grisu, produciéndose cerca de 300 muertes.[45][46]
- 23 de octubre: en Egipto, el rey Fuad I se nombra a sí mismo dictador y a continuación desautoriza al Partido Nacionalista Wafd.
- 23 de octubre: en Chicago es asesinado a balazos el líder de la Mafia de la ciudad Joe Aiello, principal rival del famóso gánster Al Capone.[47]
- 24 de octubre: éxito de la revolución en Brasil, el presidente Washington Luís dimite y es elegido nuevo presidente el líder de los revolucionarios, Getúlio Vargas. El ganador de las elecciones Júlio Prestes nunca llega a ser presidente.[48]
- 24 de octubre: es asesinado el expresidente y ministro de hacienda de Paraguay Eligio Ayala, que durante la lucha con su agresor, consiguió matarle también.[49]
- 26 de octubre: en la isla de Formosa, bajo control japonés, tiene lugar una grave rebelión donde los nativos de la isla asesinaron varios residentes japoneses. En consecuencia Japón envió al ejército a la zona, provocando una brutal represión.[50]
- 30 de octubre: Un terremoto de 5,8 sacude el centro de Italia.
- 30 de octubre: Por iniciativa del primer ministro griego, Elefthérios Venizélos, que viajó en persona hasta Ankara, se firma un tratado de amistad Greco-Turca. Este tratado fue muy importante y generó mucha controversia en ambos países, debido a la histórica enemistad entre ambos.[51]

### Noviembre
- 2 de noviembre: en Etiopía, el rey Tafari Makkonen, que se coronó emperador con el nombre de Haile Selassie I, se propone llevar a cabo la modernización de su imperio.
- 3 de noviembre: en Brasil, tras el golpe militar de la Alianza Liberal, Getúlio Vargas es nombrado presidente.
- 9 de noviembre: se celebran elecciones en Austria, donde ninguno de los dos principales partidos, el Socialista y el Socialcristiano consigue mayoría absoluta, lo que aumenta la inestabilidad del país.[52]
- 11 de noviembre: en Alemania, realiza su vuelo inaugural el Ju 52, que obtendría una fama legendaria como avión comercial.
- 12 de noviembre: en Londres se inaugura la Conferencia de la Mesa redonda (Round Table Conference[53]) entre el Reino Unido y la India para tratar de llegar a una solución a las relaciones entre ambos y al problema independentista, después de un año lleno de revueltas.[54]
- 14 de noviembre: intento de asesinato del primer ministro de Japón Osachi Hamaguchi a manos de un nacionalista. En un primero momento Hamaguchi, herido gravemente de bala, logra sobrevivir, pero finalmente morirá algunos meses más tarde a consecuencia de las heridas.[55]
- 15 de noviembre: 
  - Malestar social y violencia en España, tras un grave accidente laboral donde mueren 4 obreros, se producen revueltas durante el funeral que son duramente reprimidas por las fuerzas de seguridad al mando del general Emilio Mola, provocando aún más muertos. La violencia aumenta, a la vez que la represión por parte del gobierno.
  - José Ortega y Gasset escribe en el diario El Sol su famoso artículo "El error Berenguer", donde culpa directamente al rey de pretender una vuelta a la normalidad como si no hubiese existido la dictadura. El artículo generará gran polémica y provocará un aumento de la censura, recientemente abolida.[56]
- 16 de noviembre: elecciones parlamentarias en Polonia.[57] Las elecciones se caracterizaron por la hostilidad e intimidación hacia los partidos opositores, y fueron ganadas por el bloque de cooperación[58] con el mariscal Józef Piłsudski.[59]
- 25 de noviembre: complicada situación política en España, las múltiples protestas sociales y represiones provocan la dimisión del ministro de gobernación Enrique Marzo Balaguer, mano derecha del presidente Dámaso Berenguer. El mismo día, el aviador Ramón Franco, opositor del régimen y preso político, se fuga de la cárcel en la que llevaba algunas semanas encerrado.[60]
- 26 de noviembre: en la península de Izu (Japón) un terremoto de 7,3 mata a 272 personas y destruye más de 2.000 edificios.

### Diciembre
- 4 de diciembre:
  - un terremoto de 7,3 sacude Birmania dejando 36 muertos.
  - escándalo financiero en Francia tras la quiebra del banco Oustric a consecuencia de sus irregularidades, yendo su dueño, Albert Oustric[61] a prisión acusado de fraude y malversación. El escándalo implicó a varios ministros y provocó la caída del gobierno de André Tardieu, que sería remplazado por Théodore Steeg.[62]
- 10 de diciembre: en Suecia, el escritor estadounidense Sinclair Lewis es galardonado con el Premio Nobel de Literatura.
- 10 de diciembre: en Francia se prohíbe la proyección de la película La Edad de Oro, del español Luis Buñuel. La historia de una pareja que transgrede los convencionalismos sociales escandaliza al público francés.
- 11 de diciembre: en Caracas, Venezuela es inaugurado la estación YV1BC (actual Radio Caracas Radio) por William H. Phelps Jr. con el apoyo de Ricardo Espina, Edgar Anzola y Alberto López, que ambos se constituyeron la empresa One Broadcasting Caracas (actual Empresas 1BC).

- 12 de diciembre: 
  - en Alemania, el pionero de la televisión Manfred von Ardenne, presenta la primera imagen televisiva totalmente electrónica.
  - en Jaca se subleva la guarnición militar al mando de los capitanes Fermín Galán y Ángel García Hernández, se hacen con el control de la población y proclaman la república. El gobierno del general Dámaso Berenguer reacciona enviando al ejército a la zona, que derrota a los sublevados cuando trataban de entrar en Huesca. El gobierno restaura la censura, y los capitanes rebeldes son condenados a muerte y ejecutados.[63]
- 15 de diciembre: Nueva sublevación militar republicana en España, el general Gonzalo Queipo de Llano, junto con el aviador Ramón Franco recientemente fugado de prisión y otros militares, se hacen con el control de la base aérea de Cuatro Vientos y proclaman la república con mensajes de radio y lanzando folletos desde los aviones. Ante la falta de seguimiento de la población y del ejército en general, deciden huír en avión a Portugal.[64]
- Diciembre: en Turquía, las mujeres obtienen el derecho a votar.
- 17 de diciembre: Golpe de Estado en Guatemala, los militares destronan al presidente interino Baudilio Palma, que estaba sustituyendo temporalmente a Lázaro Chacón González, y alzan al poder al general Manuel María Orellana Contreras. Durante el golpe fue asesinado el ministro de guerra y candidato a la presidencia Mauro de León.[65]
- 19 de diciembre: El primer ministro de la Unión Soviética, Alexei Rykov, es destituido por orden de Iósif Stalin y remplazado por Viacheslav Mólotov.[66]
- Diciembre: en Nueva York, luego de tres años de construcción, se culmina el edificio Chrysler, un edificio art decó, obra del arquitecto William van Alen.
- Diciembre: en España, se publica el Manifiesto Revolucionario por la República

## Nacimientos

### Enero
- 1 de enero: Alfredo Alaria, actor, bailarín y coreógrafo argentino (f. 1999).
- 6 de enero:
  - Vic Tayback, actor estadounidense (f. 1990).
  - Oscar Camilión, abogado y diplomático argentino (f. 2016).
- 9 de enero: Antoñita Moreno, cantante y actriz española.
- 10 de enero: Roy E. Disney, ejecutivo estadounidense (f. 2009).
- 11 de enero: Rod Taylor, actor australiano (f. 2015).
- 13 de enero: Teresa March, escritora española (f. 2001).
- 19 de enero:
  - Tippi Hedren, actriz estadounidense.
  - Marta Alconada, activista por los derechos humanos argentina e integrante de las Abuelas de Plaza de Mayo (f. 2007).
- 20 de enero:
  - Buzz Aldrin, astronauta estadounidense y segunda persona en pisar la luna.
  - Chela del Río, actriz colombiana (f. 2010).

- 22 de enero:

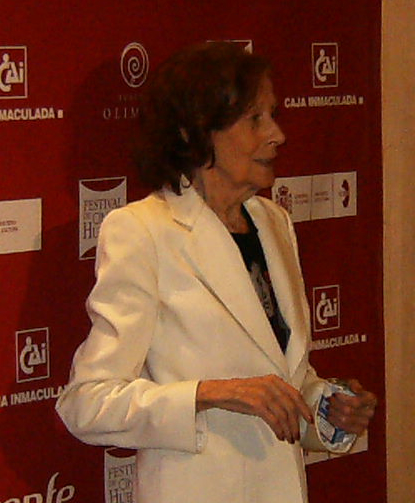
Mariví Bilbao.

  - Mariví Bilbao, actriz española (f. 2013).
  - Rubén Bareiro Saguier, escritor, poeta y abogado paraguayo (f. 2014).
- 23 de enero: Derek Walcott, escritor santaluciano ganador del Premio Nobel de Literatura de 1992 (f. 2017).
- 25 de enero: Karina Laverde, actriz colomianachilena (f. 2012).
- 26 de enero: Napoleón Abueva, escultor filipino (f. 2018).
- 27 de enero: Bobby Bland, cantante estadounidense (f. 2013).
- 28 de enero:
  - Ramón Abrantes, escultor español (f. 2006).
  - Kurt Biedenkopf, político alemán (f. 2021).
- 29 de enero: Derek Bailey, guitarrista británico de vanguardia (f. 2005).
- 30 de enero: Gene Hackman, actor de cine estadounidense.
- 31 de enero: Jo Bonnier, piloto sueco de automovilismo (f. 1972).

### Febrero
- 1 de febrero:
  - María Elena Walsh, escritora, cantora y poetisa argentina (f. 2011).
  - Jorge Lindell Díaz, pintor, grabador y dibujante español (f. 2015).
- 3 de febrero: Antonio Martínez Cobos “El Cobijado”, novillero español (f. 2009).
- 8 de febrero: Miguel Covián Pérez, político, intelectual y periodista mexicano (f. 2009).
- 10 de febrero:
  - Sergio Villarruel, periodista argentino (f. 1997).
  - Robert Wagner, actor estadounidense.
- 17 de febrero:
  - Daniel Gil, diseñador gráfico español (f. 2004).
  - Ruth Rendell, escritora británica (f. 2015).
- 19 de febrero: John Frankenheimer, cineasta estadounidense (f. 2002).
- 21 de febrero: María Ángeles Arazo, escritora, periodista y crítica de arte valenciana.
- 22 de febrero: Giuliano Montaldo, cineasta italiano (f. 2023).
- 25 de febrero: Francisco Rubio Llorente, jurista español (f. 2016).
- 27 de febrero: Joanne Woodward, actriz estadounidense.
- 28 de febrero: Leon N. Cooper, físico estadounidense ganador del Premio Nobel de Física de 1972.

### Marzo
- 2 de marzo:
  - Fernando Quiñones, escritor español (f. 1998).
  - Tom Wolfe, novelista y escritor estadounidense (f. 2018).
- 3 de marzo:
  - Alfredo Alcón, actor y director de teatro argentino (f. 2014).
  - Heiner Geissler, político alemán (f. 2017).
- 4 de marzo: Federico García Moliner, físico y profesor universitario español.
- 6 de marzo: Lorin Maazel, director de orquesta y músico francés (f. 2014).
- 10 de marzo:
  - Claude Bolling, pianista y compositor francés de jazz (f. 2020).
  - Hugo Patiño, humorista, comediante y actor colombiano.
- 11 de marzo: Troy Ruttman, piloto estadounidense de automovlismo (f. 1997).
- 14 de marzo: Jorge Barreiro, actor argentino (f. 2009).
- 15 de marzo:
  - Zhores Alferov, físico ruso ganador del Premio Nobel de Física de 2000 (f. 2019).
  - Martin Karplus, químico teórico austríaco ganador del Premio Nobel de Química de 2013.
- 16 de marzo: Manuel Acosta Ojeda, cantautor de música criolla peruano (f. 2015).
- 17 de marzo:
  - James Irwin, astronauta estadounidense (f. 1991).
  - José Migliore, automovilista argentino (f.2022).
- 19 de marzo: Ornette Coleman, músico estadounidense (f. 2015).
- 20 de marzo: Clara Passafari, etnóloga, antropóloga, escritora y poetisa argentina (f. 1994).
- 22 de marzo:
  - Pat Robertson, magnate de la televisión y evangelista estadounidense (f. 2023).
  - Stephen Sondheim, compositor y letrista estadounidense (f. 2021).
  - Nora Cortiñas: activista por los derechos humanos y Madre de Plaza de Mayo (f. 2024).
- 24 de marzo:
  - Agustín González, actor español (f. 2005).
  - David Dacko, político y 1° Presidente de la República Centroafricana desde 1960 hasta 1966 y 3° desde 1979 hasta 1981 (f. 2003).
  - Cristóbal Halffter, director de orquesta y compositor clásico español (f. 2021).
  - Steve McQueen, actor, cineasta y productor estadounidense (f. 1980).
  - David Vázquez Martínez, profesor universitario de Bioquímica español (f. 1986).
- 25 de marzo: Carmen Lozano Muñoz, actriz española (f. 2009).
- 26 de marzo:
  - Sandra Day O'Connor, jurista y Jueza Asociada de la Corte Suprema de los Estados Unidos desde 1981 hasta 2006.(f. 2023).
  - Vilma Delinda Sesarego de Gutiérrez, activista por los derechos humanos argentina (f. 2008).

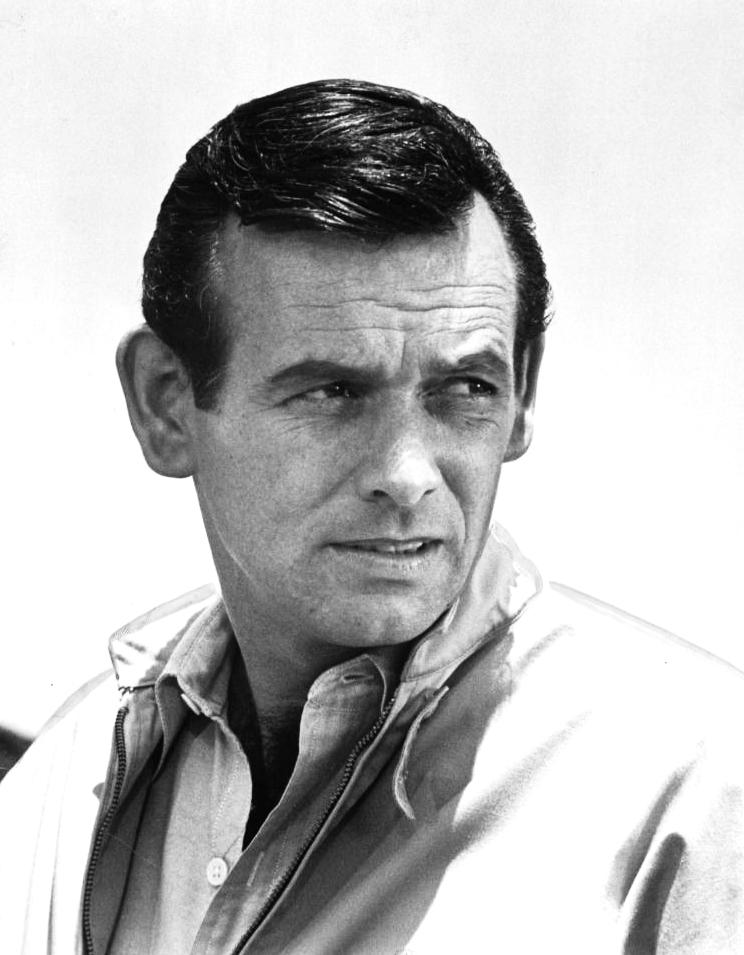
David Janssen

- 27 de marzo: David Janssen, actor estadounidense (f. 1980).
- 28 de marzo: Jerome Isaac Friedman, físico estadounidense ganador del Premio Nobel de Física de 1990.
- 29 de marzo:
  - Francisco de Moxó y de Montoliu, historiador español (f. 2007).
  - Lima Duarte, actor brasileño.
- 30 de marzo: John Astin, actor estadounidense.
- 31 de marzo: Vicente Nebreda, bailarín y cerógarafo venezolano (f. 2002).

### Abril
- 1 de abril: Victoria Sau (también conocida coml Vicky Lorca), escritora, psicóloga y feminista española (f. 2013).
- 2 de abril: María Wérnicke, poetisa y escritora argentina (f. 2013).
- 3 de abril:
  - Helmut Kohl, canciller alemán (f. 2017).
  - Salvador Távora, actor y director de teatro español (f. 2019).
- 6 de abril: Ezequiel Ander Egg, filósofo, sociólogo y ensayista argentino (f. 2024).
- 7 de abril: Gabriella Morreale de Castro, química italoespañola (f. 2017).
- 11 de abril: Anton Szandor LaVey, escritor, músico estadounidense y fundador de la Iglesia de Satán (f. 1997).
- 14 de abril: Ramiro Domínguez, docente, escritor, abogado, dramaturgo, ensayista, sociólogo, poeta y antropólogo paraguayo (f. 2018).
- 15 de abril: Vigdís Finnbogadóttir, Presidenta de Islandia desde 1980 hasta 1996.
- 16 de abril: Herbie Mann, flautista de jazz estadounidense (f. 2003).

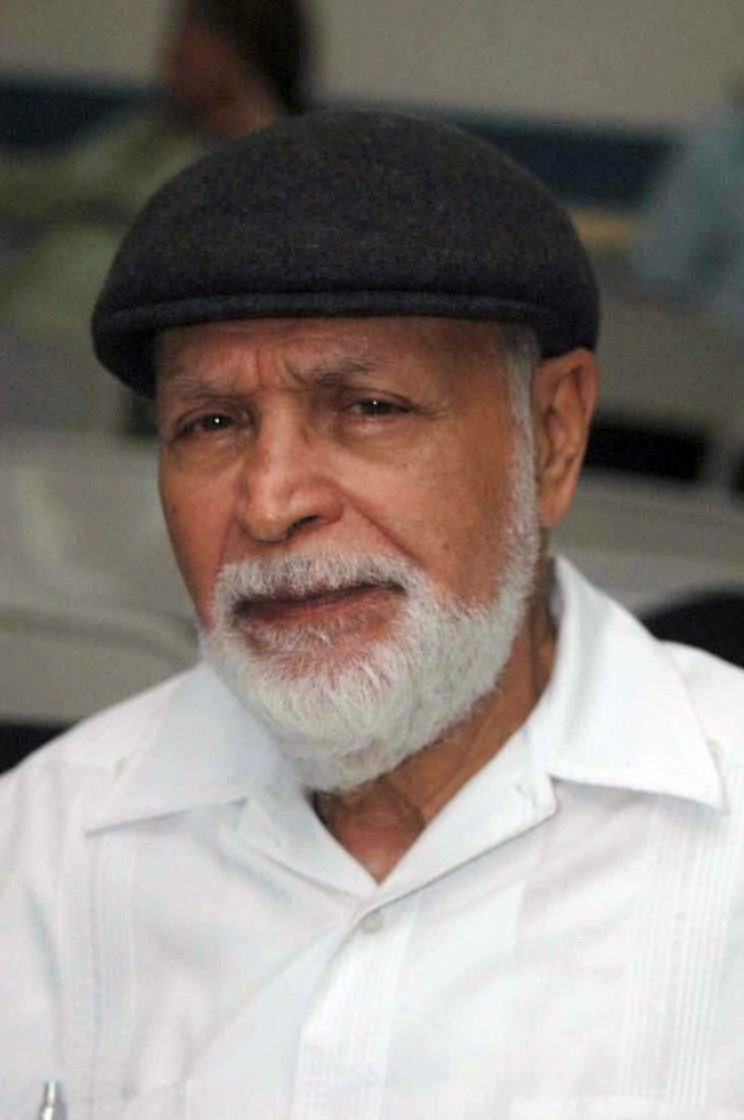
Roberto Sosa.

- 18 de abril: Roberto Sosa, poeta hondureño (f. 2011).
- 20 de abril:
  - Stuart Lewis-Evans, piloto británico de automovilismo (f. 1958).
  - José Narosky, escribano, escritor y poeta argentino.
- 21 de abril: Silvana Mangano, actriz italiana (f. 1989).
- 24 de abril:
  - Cindy Adams, escritora, biógrafa y columnista estadounidense.
  - Richard Donner, productor y cineasta estadounidense (f. 2021).
- 25 de abril: Paul Mazursky, cineasta y actor estadounidense (f. 2014).
- 28 de abril:
  - James Baker, político estadounidense.
  - Carolyn Jones, actriz estadounidense (f. 1983).
- 29 de abril:
  - Jean Rochefort, actor francés (f. 2017).
  - Claus Ogerman, compositor y arreglista alemán (f. 2016).
  - Henri Coppens, futbolista belga (f. 2015).

### Mayo
- 1 de mayo: Little Walter, armonicista y cantante de blues estadounidense (f. 1968).
- 3 de mayo:
  - Juan Gelman, escritor y poeta argentino (f. 2014).
  - Luce Irigaray, filósofa feminista francesa.
- 5 de mayo: Eugenio Montero Ríos, jurista y político español (f. 1990).
- 6 de mayo: Willie Rosario, director de orquesta, percusionista y compositor puertorriqueño.
- 8 de mayo:
  - Doug Atkins, jugador de fútbol americano estadounidense (f. 2015).
  - Heather Harper, soprano norirlandesa (f. 2019).
  - René Maltête, fotógrafo y poeta francés (f. 2000).
  - Gary Snyder, poeta y educador estadounidense.
- 10 de mayo: George E. Smith, físico estadounidense ganador del Premio Nobel de Física de 2009.
- 11 de mayo: Edsger Dijkstra, informático neerlandés (f. 2002).
- 13 de mayo:
  - Emilio Laguna, actor español.
  - José Jiménez Lozano, escritor español ganador del Premio Cervantes de 2002 (f. 2020).
- 14 de mayo:
  - Juan Carlos Saravia, cantautor folclórico argentino del grupo Los Chalchaleros (f. 2020).
  - Raquel Radio de Marizcurrena, activista por los derechos humanos argentina (f. 2017).
- 15 de mayo: Jasper Johns, pintor estadounidense.
- 16 de mayo: Friedrich Gulda, pianista austríaco (f. 2000).
- 21 de mayo: Malcolm Fraser, político australiano (f. 2015).
- 22 de mayo:
  - John Barth, escritor estadounidense (f. 2024).
  - Harvey Milk, activista estadounidense por los derechos gueis (f. 1978).
  - Agustín Tosco, dirigente sindical argentino (f. 1975).
  - Orlando Contreras, cantante de bolero cubano (f. 1994).
- 23 de mayo: Jordi Solé Tura, político y constitucionalista español (f. 2009).

- 31 de mayo: 

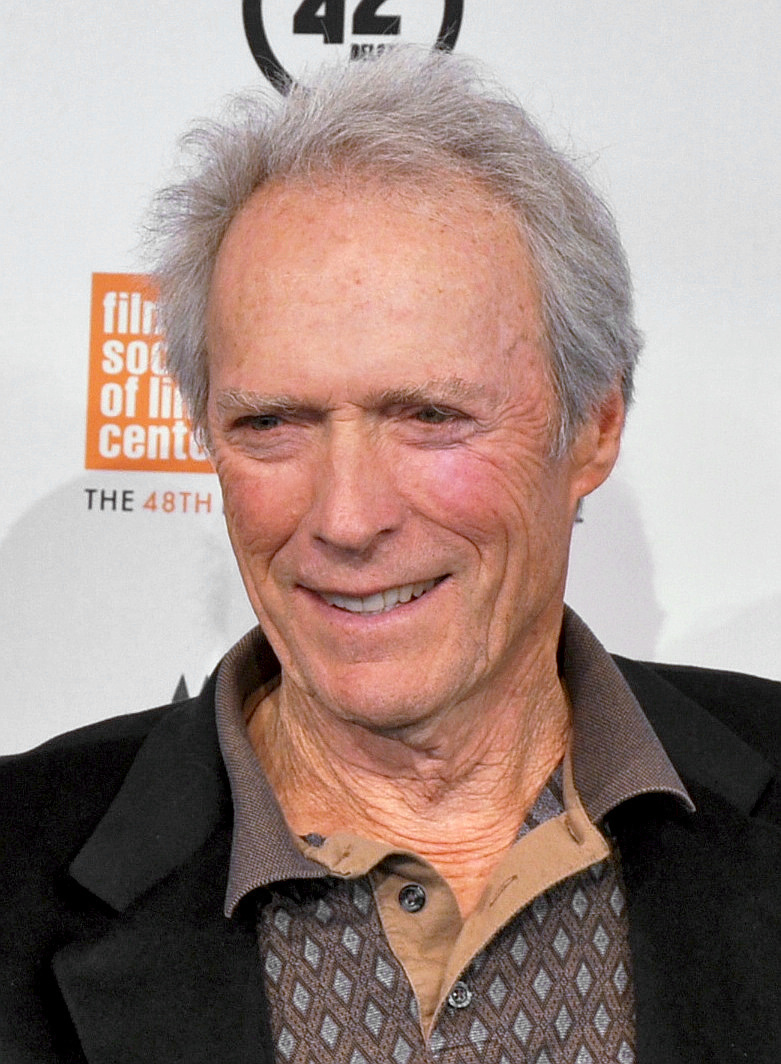
Clint Eastwood.

  - Clint Eastwood, actor, director, productor de cine y músico estadounidense.
  - Elaine Stewart, actriz, modelo y conductora de televisión estadounidense (f. 2011).

### Junio
- 1 de junio: Edward Woodward, actor británico (f. 2009).
- 4 de junio: Noé Murayama, actor mexicano (f. 1997).
- 9 de junio: Jordi Pujol, político español.
- 12 de junio: Innes Ireland, piloto de automovilismo británico (f. 1993).
- 16 de junio: Mike Sparken, piloto de automovilismo francés (f. 2012).
- 19 de junio: Gena Rowlands, actriz estadounidense.(f.2024)
- 20 de junio: Magdalena Abakanowicz, escultora polaca (f. 2017).
- 24 de junio: Claude Chabrol, cineasta francés (f. 2010).
- 25 de junio:
  - George Murdock, actor de cine estadounidense (f. 2012).
  - Ricardo Pérez Muro, futbolista argentino.
  - Heinz Schiller, automovilista suizo (f. 2007).
- 26 de junio: Kenneth Kennedy, antropólogo estadounidense (f. 2014).
- 27 de junio: Ross Perot, político y empresario estadounidense (f. 2019).

- 28 de junio:

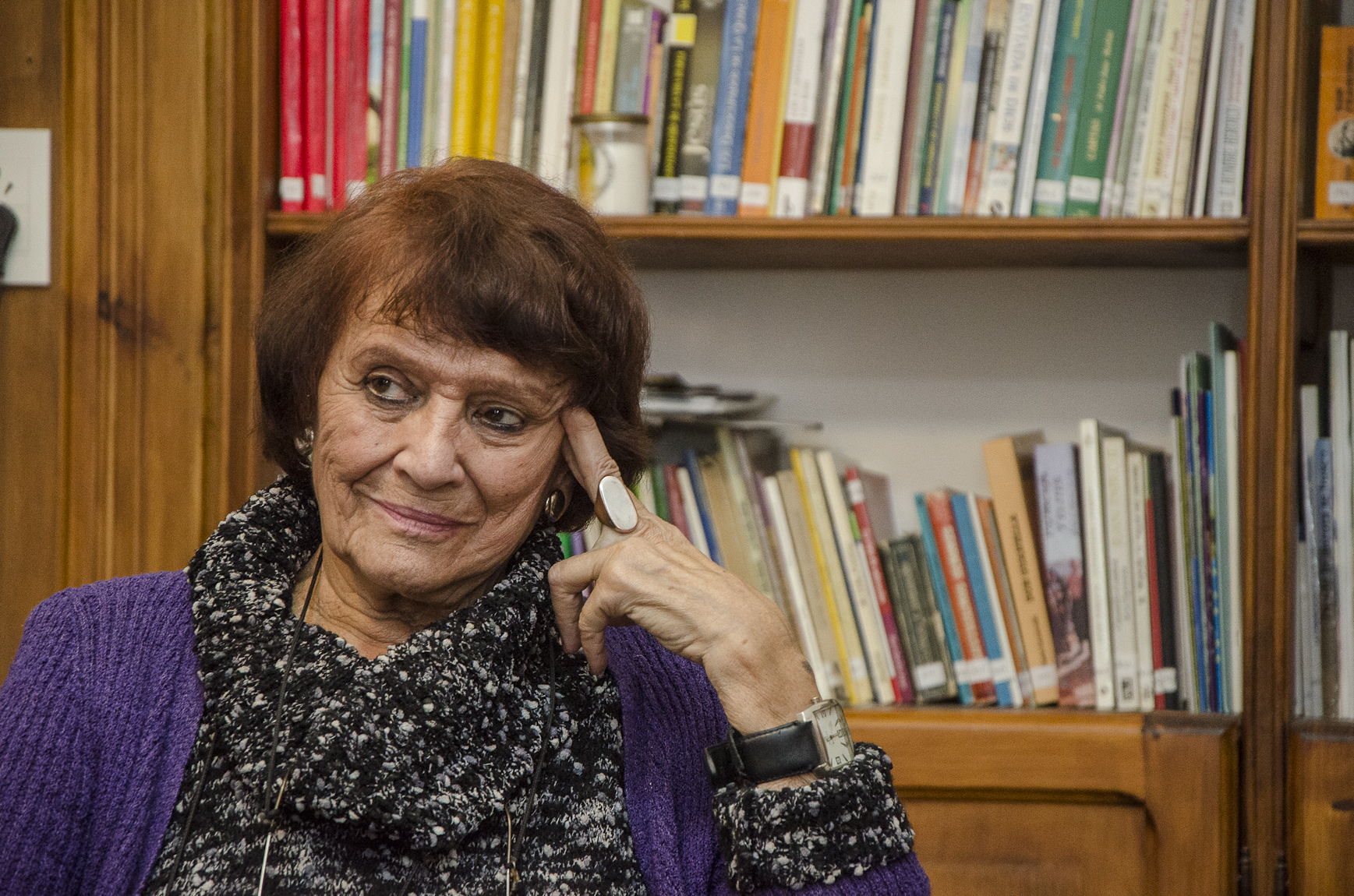
Taty Almeida.

  - Taty Almeida, escritora, Madre de Plaza de Mayo y activista por los derechos humanos argentina.
  - Itamar Franco, presidente brasileño (f. 2011).
  - Horacio Gómez Bolaños, actor y guionista mexicano. (f. 1999).
- 29 de junio: Ariadna Welter, actriz mexicana (f. 1998).
- 30 de junio:
  - Joaquín Sanz Gadea, médico español (f. 2019).
  - Thomas Sowell, pensador y economista conservador libertario estadounidense.

### Julio
- 1 de julio:
  - Moustapha Akkad, productor y director de cine sirio (f. 2005).
  - Gonzalo Sánchez de Lozada, político, empresario y Presidente de Bolivia desde 1993 hasta 1997 y desde 2002 hasta 2003.
- 2 de julio:
  - Núria Albó, poetisa catalán de nacionalidad española.
  - Carlos Menem, político y presidente desde 1989 hasta 1999 (f. 2021).
- 4 de julio: Carlos Ardila Lülle, ingeniero civil, empresario e industrial colombiano (f. 2021).
- 6 de julio: Ian Burgess, piloto británico de automovilismo (f. 2012).
- 7 de julio:
  - Michel Odent, médico obstetra francés.
  - Biljana Plavšić, política y profesora universitaria serbobosnia.
- 8 de julio: Gerardo Olivares James, arquitecto español.
- 10 de julio:
  - Josephine Veasey, mezzosoprano lírica inglesa (f. 2022).
  - Charles Villarroel, futbolista chileno (f. 2020).
- 11 de julio:
  - Lucila Ahumada de Inana, activista por los derechos humanos argentina y Abuela de Plaza de Mayo (f. 2013).
  - Harold Bloom, crítico y teórico literario estadounidense (f. 2019).
- 12 de julio: Guy Ligier, piloto de motociclismo y automovilismo francés (f. 2015).
- 13 de julio: Samuel Shapiro, estadístico e ingeniero estadounidense.
- 15 de julio:
  - Stephen Smale, matemático estadounidense.
  - Jacques Derrida, filósofo francés (f. 2004).
- 18 de julio: Carmen Campoy, actriz españolargentina (f. 2023).
- 19 de julio: Julio Sánchez Vanegas, empresario, actor, productor, locutor y presentador de radio, televisión y cine colombiano (f. 2024).
- 21 de julio: Helen Merrill, cantante estadounidense de jazz.
- 22 de julio: Shreeram Shankar Abhyankar, matemático indioestadounidense (f. 2012).
- 23 de julio: Pierre Vidal-Naquet, historiador francés (f. 2006).
- 28 de julio: Horacio Gómez Bolaños, actor, productor y guionista mexicano (f. 1999).
- 30 de julio: Tony Lip, actor estadounidense (f. 2013).

### Agosto
- 1 de agosto: Pierre Bourdieu, sociólogo francés (f. 2002).
- 3 de agosto: Yevgueni Abramián, físico, profesor e ingeniero ruso (f. 2014).
- 5 de agosto:
  - Neil Armstrong, astronauta estadounidense y primera persona en pisar la Luna (f. 2012).
  - Richie Ginther, piloto de automovilismo estadounidense (f. 1989).
- 6 de agosto:
  - Fernando Karadima, sacerdote pedófilo chileno (f. 2021).
  - Ana María Pedroni, escritora argentinoguatemalteca (f. 2010).
- 8 de agosto: Terry Nation, productor galés (f. 1997).
- 9 de agosto: Carmen Balcells, escritora argentina (f. 2015).
- 10 de agosto: Marta Portal Nicolás, escritora, crítica, periodista y profesora española (f. 2016).
- 13 de agosto:
  - Rosa Gil Bosque, primera catedrática de guitarra del Conservatorio de Valencia.
  - Tomás Borge, revolucionario, escritor, poeta y político nicaragüense (f. 2012).
- 16 de agosto:
  - Simha Arom, etnomusicólogo francoisraelí.
  - Leslie Manigat, Presidente de Haití durante 1988 (f. 2014).
  - Flor Silvestre, cantante y actriz mexicana (f. 2020).
- 18 de agosto: Rafael Pineda Ponce, profesor y político hondureño (f. 2014).
- 21 de agosto: Margarita del Reino Unido, princesa británica (f. 2002).
- 22 de agosto: Gylmar dos Santos Neves, futbolista brasileño (f. 2013).
- 23 de agosto: Michel Rocard, político francés (f. 2016).

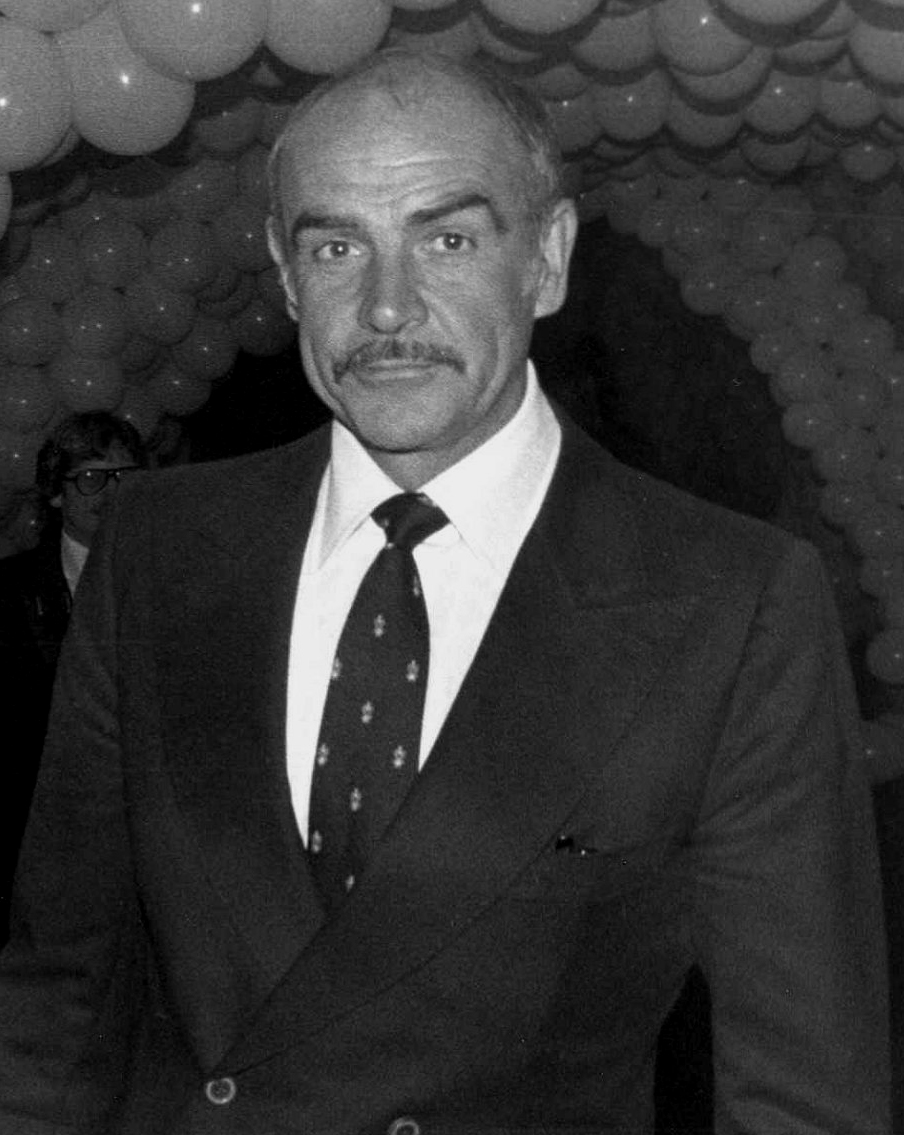
Sean Connery.

- 25 de agosto: Sean Connery, actor escocés (f. 2020).
- 27 de agosto: Vladímir Andréyev, actor, guionista y director de escena ruso (f. 2020).
- 28 de agosto: Ben Gazzara, actor estadounidense (f. 2012).
- 30 de agosto: Warren Buffett, empresario estadounidense.

### Septiembre
- 1 de septiembre: Michel Serrés, filósofo francés (f. 2019).
- 3 de septiembre: Jorge Livraga, teósofo, líder de secta y escritor argentino (f. 1991), fundador en 1957 de la secta Nueva Acrópolis.
- 6 de septiembre: Emilio Azcárraga Milmo, empresario mexicano (f. 1997).
- 7 de septiembre: Julio César Abbadie, futbolista uruguayo (f. 2014).
- 7 de septiembre: Balduino de Bélgica, aristócrata belga, rey desde 1951 hasta su fallecimiento (f. 1993).
- 7 de septiembre: Sonny Rollins, saxofonista y compositor estadounidense de jazz.
- 7 de septiembre: Yuan Longping, científico y académico chino (f. 2021), miembro de la Academia China de Ingeniería y experto en arroz híbrido.
- 8 de septiembre: Mario Adorf, actor alemán.
- 12 de septiembre: Akira Suzuki, químico japonés, premio nobel de química en 2010.
- 17 de septiembre: David Huddleston, actor estadounidense (f. 2016).
- 19 de septiembre: Muhal Richard Abrams, compositor y pianista estadounidense de jazz (f. 2017).
- 21 de septiembre: Dawn Addams, actriz británica de cine y de televisión (f. 1985).
- 22 de septiembre: Antonio Saura, pintor español (f. 1998).
- 23 de septiembre: Ray Charles, cantante y pianista estadounidense (f. 2004).
- 23 de septiembre: Irene Reid, cantante de jazz estadounidense (f. 2008).
- 25 de septiembre: Elsa Aguirre, actriz mexicana.
- 26 de septiembre: Fritz Wunderlich, tenor alemán (f. 1966).
- 26 de septiembre: Ramón Fernández, cineasta español (f. 2006).
- 29 de septiembre: Montserrat Tresserras i Dou, nadadora española (f. 2018).

### Octubre
- 1 de octubre:
  - Richard Harris, actor irlandés (f. 2002).
  - Philippe Noiret, actor francés (f. 2006).

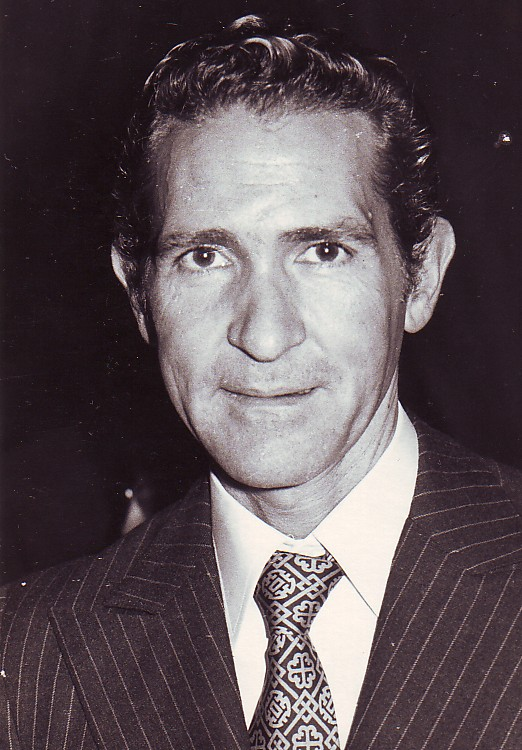
Antonio Gala.

- 2 de octubre: Antonio Gala, poeta, dramaturgo, novelista, guionista y articulista español (f. 2023).
- 3 de octubre:
  - Alicia Aguilar, soprano mexicana (f. 2005).
  - María del Pilar Rodríguez, actriz argentina (f. 2015).
- 5 de octubre:
  - Cristina Beris, actriz argentina (f. 1994).
  - Reinhard Selten, economista alemán (f. 2016).
- 6 de octubre: Hafez al-Assad, político y presidente sirio desde 1970 hasta su fallecimiento (f. 2000).
- 8 de octubre: Pepper Adams, músico de jazz y saxofonista barítono estadounidense (f. 1986).
- 10 de octubre:
  - Harold Pinter, escritor británico (f. 2008).
  - Yves Chauvin, químico francés ganador del Premio Nobel de Química de 2005 (f. 2015).
- 14 de octubre: 
  - Mobutu Sese Seko, político y presidente zaireño desde 1965 hasta su fallecimienro (f. 1997).
  - Schafik Handal, político salvadoreño (f. 2006).

- 16 de octubre:

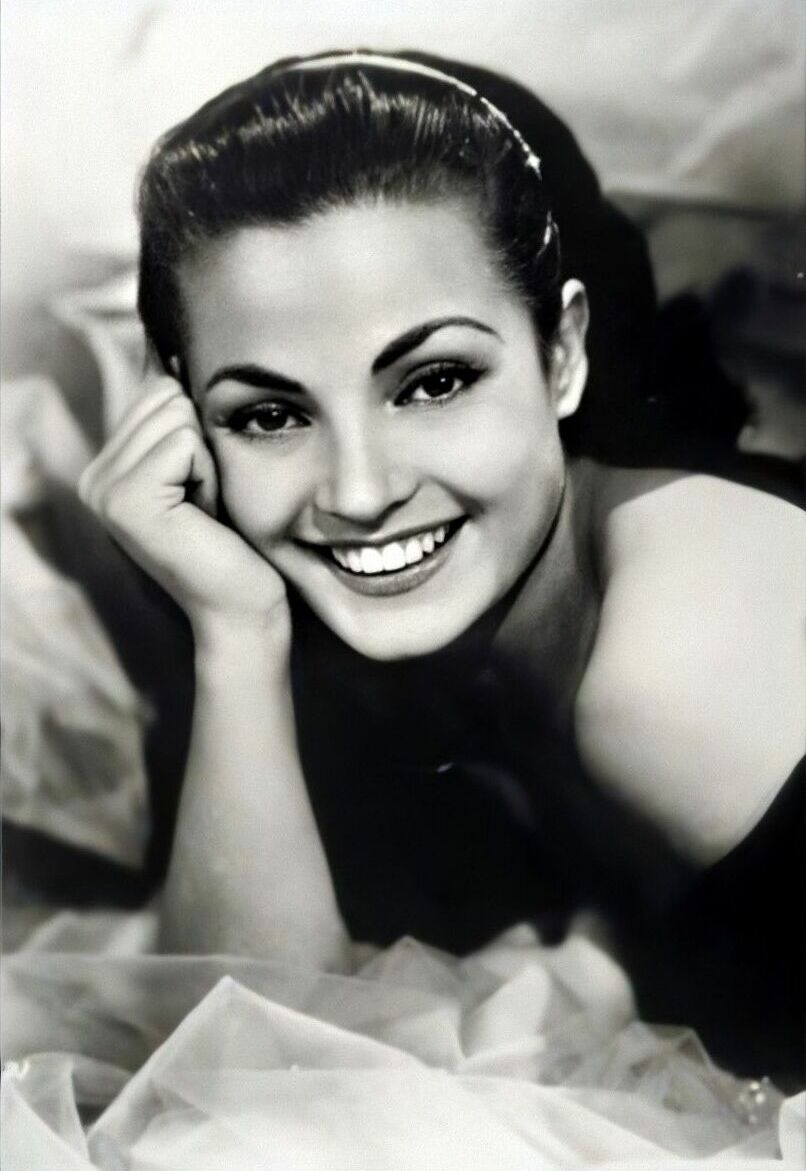
Carmen Sevilla.

  - Carmen Sevilla, actriz, cantante y presentadora española (f. 2023).
  - Elsa Marval, actriz, pianista y cantante argentina (f. 2010).
  - Francisco José Madero González, político mexicano (f. 2012).
- 22 de octubre: Estela de Carlotto, activista por los derechos humanos argentina y presidenta de la asociación Abuelas de Plaza de Mayo.
- 23 de octubre: José Castillo Farreras, filósofo mexicano (f. 2008).
- 24 de octubre: María del Carmen Goñi, actriz española.
- 27 de octubre:
  - Jorge Grau, director de cine español (f. 2018).
  - Adolfo Suárez Perret, campeón de billar peruano (f. 2001).
  - Wilfredo Peláez, jugador de baloncesto uruguayo (f. 2019).
  - Francisca Aguirre, escritora española (f. 2019).
- 28 de octubre: Bernie Ecclestone, empresario británico.
- 29 de octubre:
  - Juan Acereto, poeta, compositor y trovador mexicano. (f. 1991).
  - Basilio Martín Patino, director de cine español (f. 2017).
  - Niki de Saint Phalle, artista francesa (f. 2002).
- 31 de octubre: Michael Collins, astronauta estadounidense (f. 2021).

### Noviembre
- 11 de noviembre: Roberto Achával, violinista y cantante argentino (f. 1996).

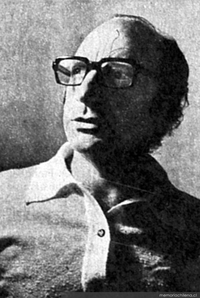
Alfonso Calderón.

- 21 de noviembre: Alfonso Calderón, poeta, novelista, ensayista y crítico chileno (f. 2009).
- 15 de noviembre: J. G. Ballard, escritor británico (f. 2009).
- 16 de noviembre:
  - Chinua Achebe, escritor nigeriano (f. 2013).
  - Alice Adams, escultora estadounidense.
  - Salvatore Riina, mafioso italiano (f. 2017).

### Diciembre
- 3 de diciembre: Jean-Luc Godard, cineasta francés y suizo (f. 2022).
- 8 de diciembre:
  - Maximilian Schell, actor austrosuizo (f. 2014).
  - José María Carrascal, escritor y periodista español (f. 2023).
- 9 de diciembre: Edoardo Sanguineti, escritor italiano (f. 2014).
- 11 de diciembre:
  - Chus Lampreave, actriz española (f. 2016).
  - Jean-Louis Trintignant, actor francés (f. 2022)
- 17 de diciembre: Armin Mueller-Stahl, actor alemán.
- 28 de diciembre:
  - Jorge Di Pascuale, sindicalista peronista argentino asesinado (f. 1977).
  - Franzl Lang, artista de folklor alemán (f. 2015).

### Fecha desconocida
- Mahuampi Acosta, actriz venezolana (f. 1993).

## Fallecimientos

### Enero
- 28 de enero: Manuel Antonio Pérez Sánchez, poeta gallego (n. 1900).
- 30 de enero: Manuel Zeno Gandía, escritor y político puertorriqueño (n. 1855).

### Febrero
- 13 de febrero: Conrad Ansorge, pianista, compositor y profesor alemán (n. 1862).

### Marzo
- 2 de marzo: D. H. Lawrence, novelista y poeta británico (n. 1885).
- 8 de marzo: William Howard Taft, político estadounidense, 27.º presidente entre 1909 y 1913 (n. 1857).
- 16 de marzo: Miguel Primo de Rivera, militar y dictador español entre 1923 y 1930 (n. 1870).
- 19 de marzo: Wilfrid Voynich, bibliófilo lituano, descubridor del Manuscrito Voynich (n. 1865).
- 28 de marzo: Félicien Menu de Ménil, propagandista del esperanto francés (n. 1860).

### Abril
- 16 de abril: José Carlos Mariátegui (35 años), fundador del Partido Socialista peruano (n. 1894).

### Mayo
- 1 de mayo: Ricardo Pampuri, santo y médico italiano (n. 1897).
- 10 de mayo: Julio Romero de Torres, pintor español (n. 1874).
- 13 de mayo: Fridtjof Nansen, explorador y político noruego, premio Nobel de la Paz en 1922 (n. 1861).
- 20 de mayo: Alfredo Placencia, poeta y sacerdote mexicano (n. 1875).
- 27 de mayo: Gabriel Miró, escritor español (n. 1879).

### Junio
- 30 de junio: Cecilia Arizti, pianista, educadora musical y compositora cubana (n. 1856.

### Julio
- 7 de julio: Arthur Conan Doyle, escritor británico (n. 1859).
- 28 de julio: Allvar Gullstrand, oftalmólogo sueco, premio Nobel de Medicina en 1911 (n. 1862).
- 30 de julio: Hans Gamper, empresario español, fundador del Fútbol Club Barcelona (n. 1877).

### Agosto
- 21 de agosto: Aston Webb, arquitecto británico (n. 1849).

### Septiembre
- 4 de septiembre: Vladímir Arséniev, explorador y escritor ruso (n. 1872).
- 9 de septiembre: Joaquín Penina (29 años), anarquista catalán, ejecutado en Argentina (n. 1901).

### Octubre
- 2 de octubre: Gordon Stewart Northcott, asesino en serie estadounidense (n. 1906).
- 14 de octubre: Irene Alba, actriz española (n. 1873).
- 20 de octubre: Valeriano Weyler, militar y político español (n. 1838).

### Noviembre
- 2 de noviembre: Alfred Wegener, meteorólogo y geólogo alemán (n. 1880).
- 5 de noviembre: Christiaan Eijkman, fisiólogo neerlandés, premio Nobel de Medicina en 1929 (n. 1858).

### Diciembre
- 11 de diciembre: José Toribio Medina, bibliógrafo e historiador chileno (n. 1852).
- 13 de diciembre: Fritz Pregl, químico austriaco, premio Nobel de Química en 1923 (n. 1869).
- 13 de diciembre (según algunas fuentes): George W. Thomas, pianista y compositor de blues.
- 14 de diciembre: Fermín Galán Rodríguez, militar español (n. 1899).

## Arte y literatura
- Federico García Lorca: Poeta en Nueva York, La zapatera prodigiosa, El público.
- Agatha Christie: Muerte en la vicaría, El enigmático señor Quin, Un amor sin nombre.
- William Faulkner: Mientras agonizo.
- Dashiell Hammett: El halcón maltés.
- Hermann Hesse: Narciso y Goldmundo.
- D. H. Lawrence: La Virgen y el Gitano.
- Evelyn Waugh: Vile Bodies.
- León Trotski: Mi vida (autobiografía).
- Teatro del Pueblo: Apertura del primer teatro independiente de Latinoamérica.
- Ascenso y caída de la ciudad de Mahagonny.
- Pearl S. Buck: Viento del Este, Viento del Oeste

## Ciencia y tecnología
- Matemáticas: Solomon Lefschetz emplea por vez primera el término «topología».
- Física: Paul Dirac publica Principios de mecánica cuántica.
- Astronomía: descubrimiento del planeta Plutón; sin embargo, en agosto de 2006 será reclasificado como planeta enano.
- 21 de septiembre: Johann Ostermeyer patenta su invento: el primer sistema de flash de lámpara o de bombilla, que sustituyó al de polvo de magnesio.
- Sigmund Freud: El malestar de la cultura.
- José Ortega y Gasset: La rebelión de las masas.

## Cine
- Abraham Lincoln (Abraham Lincoln), de David W. Griffith.
- Anna Christie (Anna Christie), de Clarence Brown.
- Asesinato (Murder!), de Alfred Hitchcock.
- Bajo los techos de París (Sous les toits de París), de René Clair.
- Crazy That Way (Crazy That Way), de Hamilton MacFadden.
- El ángel azul  (Der blaue Engel), de Josef Von Sternberg.
- El conflicto de los Hermanos Marx (Animal Crackers), película estadounidense dirigida por Victor Heerman.
- El presidio (The Big House), película estadounidense dirigida por George W. Hill, y ganadora de 2 Óscar en la 3.ª edición de los Premios Óscar.
- Hampa dorada (Little Caesar), de Mervyn LeRoy.
- La Canción del Ritz (Puttin' on the Ritz), de Edward Sloman.
- La edad de oro (L'Âge d'or), de Luis Buñuel y Salvador Dalí.
- La línea general o Lo viejo y lo nuevo (Staroye i novoye), de Grigori Aleksandrov y Serguéi M. Eisenstein.
- La Tierra película soviética dirigida por Aleksandr Dovzhenko
- Marruecos (Morocco), de Josef Von Sternberg.
- Scotland Yard (Scotland Yard), de William K. Howard.
- Sin novedad en el frente (All Quiet on the Western Front), película estadounidense dirigida por Lewis Milestone, y ganadora de 2 Óscar en la 3.ª edición de los Premios Óscar, entre ellos a la mejor película.

## Deporte

### Baloncesto
- Se celebra la I edición del Campeonato Sudamericano de Baloncesto, en Montevideo (Uruguay).

### Fútbol
- Del 13 al 30 de julio se celebra la primera edición de la Copa del Mundial de Fútbol en Uruguay.
- 11 de enero: en Quito, Ecuador se reunieron estudiantes de la Universidad Central del Ecuador y deportistas del "Club Universitario", para dar paso a la refundación del club que sería llamado jurídicamente con el nombre oficial de Liga Deportiva Universitaria de Quito.
- 9 de febrero: el Club de Gimnasia y Esgrima La Plata gana su primer título oficial.
- 13 de julio: en la Copa Mundial de Fútbol, el francés Lucien Laurent, de la selección de fútbol de Francia, anota el primer gol del mundial ante la portería de la selección mexicana.
- 30 de julio: la selección de fútbol de Uruguay se consagra campeona de la Copa Mundial de Fútbol al vencer en la final a Argentina por 4 a 2.

### Gimnasia Artística
- Del 12 al 14 de julio se celebra la IX Edición del Campeonato Mundial de Gimnasia Artística en Luxemburgo.